# Остров Соловьёва
О́стров Соловьёва — остров архипелага Земля Франца-Иосифа. Административно относится к Приморскому району Архангельской области России.
Расположен в северной части архипелага в водах пролива Тринингена между островами Карла-Александра и Гогенлоэ на расстоянии почти 7 километров к северо-востоку от берегов острова Карла-Александра и 3,8 километра к югу от Гогенлоэ.
Остров не покрыт льдом, возвышенностей не имеет, на севере — редкие каменистые россыпи. Имеет круглую форму диаметром около 250 метров.